# Alangium longiflorum
Alangium longiflorum là một loài thực vật]] thuộc họ Alangiaceae. Loài này có ở Indonesia, Malaysia, và Philippines.